# Vladimír Bouzek
Vladimír Bouzek   (Třebíč, 3 de desembre de 1920 - Třebíč, 31 de juliol de 2006) va ser un jugador d'hoquei sobre gel txec que va competir sota bandera txecoslovaca entre les dècades de 1930 i 1950.
El 1948 va prendre part en els Jocs Olímpics de Sankt Moritz, on guanyà la medalla de plata en la competició d'hoquei sobre gel. En el seu palmarès també destaquen dues medalles d'or al Campionat del Món d'hoquei gel, el 1947 i 1949. A nivell de clubs jugà al Slavia Trevic SK, HK Zbrojovka Brno-Zidenice, HC Vítkovice i SK Kralovo Pole, per retirar-se a la fi de la temporada 1954-55. Una vegada retirat exercí d'entrenador, entre d'altres de les seleccions txecoslovaca i alemanya. El 2007 fou inclòs al Saló de la Fama de l'IIHF.
Paral·lelament va jugar a futbol en diversos equips, arribant a jugar dos partits amb la selecció nacional txecoslovaca el 1950 i 1951.